# Ratusz w Leśnej

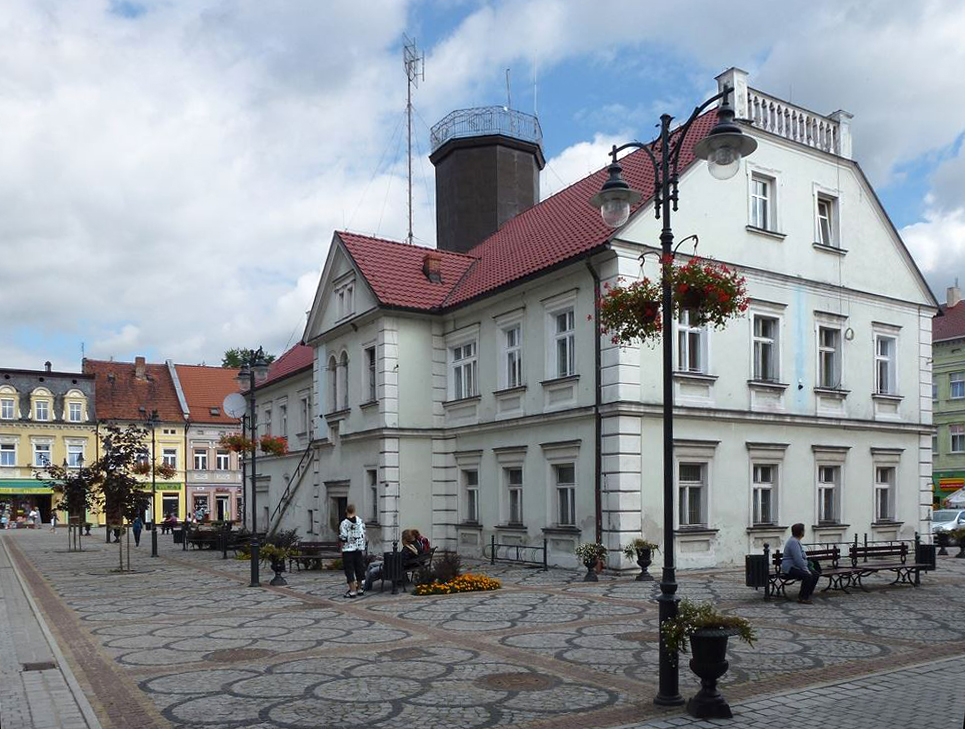
Ratusz w Leśnej

Ratusz w Leśnej – budynek wzniesiony w 1699 roku, w czasach późniejszych kilkakrotnie przebudowywany. Obecnie budowla jest siedzibą władz miasta.

## Historia
Ratusz w Leśnej został wzniesiony w 1699 roku, w miejscu wcześniej istniejącego założenia. Na początku XVIII wieku budynek pełnił funkcję kościoła. Obiekt został przebudowany w roku 1779, w 1874, oraz w 1925 roku. W 1999 roku przeprowadzony został remont fasady budynku i od tamtego czasu pozostaje on w obecnym kształcie.

Decyzją wojewódzkiego konserwatora zabytków z dnia 25 stycznia 1966 roku ratusz został wpisany do rejestru zabytków.

## Architektura
Ratusz jest wzniesiony na planie prostokąta, ma dwie kondygnacje i jest nakryty dwuspadowym dachem naczółkowym z sygnaturką na kalenicy. Naroża budynku są boniowane, a węższe elewacje są ozdobione trójkątnymi przyczółkami. Kondygnacje ratusza są rozdzielone gzymsem kordonowym, a okna ujęto w kamienne opaski. Na fasadzie znajduje się trzyosiowy ryzalit z wejściem do budynku, podobny ale nieco płytszy jest na przeciwległej ścianie. Na ścianie frontowej budynku widnieje tablica z wizerunkiem Henryka I Jaworskiego, odsłonięta z okazji 650-lecia miasta. Obecnie ratusz jest siedzibą Urzędu Miasta i Gminy Leśna.